# Charles Bonaparte (1950)
Pour les articles homonymes, voir Charles Bonaparte (homonymie), Bonaparte (homonymie), Maison Bonaparte et Napoléon (homonymie).
Charles Bonaparte (Charles Marie Jérôme Victor Napoléon Bonaparte), appelé Charles Napoléon de 1998 à 2012, est un homme politique français, membre de la maison Bonaparte, né le 19 octobre 1950 à Boulogne-Billancourt.
Il est l’aîné de la seule branche survivante des descendants en ligne masculine et légitime de Charles Bonaparte, par le rameau issu de Jérôme Bonaparte, plus jeune frère de l’empereur Napoléon Ier.
En 2004, il fonde la Fédération européenne des cités napoléoniennes, qui regroupe plus de cinquante municipalités dans treize pays souhaitant replacer leur patrimoine historique napoléonien dans sa dimension européenne.

## Famille
Charles Bonaparte est le fils de Louis Bonaparte, prince Napoléon (1914-1997) et d'Alix de Foresta (1926). Par sa grand-mère paternelle, Clémentine de Belgique, il est également apparenté aux familles royales de Belgique (maison de Saxe-Cobourg-Gotha), d'Espagne (maison de Bourbon), de France (maison d'Orléans), d'Autriche (maison de Habsbourg-Lorraine), et à celle d'Italie (maison de Savoie) par son grand-père paternel, Victor Napoléon. Cependant, il n'assiste jamais aux réunions du Gotha.
Il épouse civilement à Paris (5e arrondissement), le 19 décembre 1978, la princesse Béatrice de Bourbon des Deux-Siciles (née le 16 juin 1950 à Saint-Raphaël) dont il divorce devant le tribunal de grand instance de Nanterre (Hauts-de-Seine) le 2 mai 1989 et avec qui il a deux enfants, qui reçoivent le traitement d'altesses impériales et le titre de courtoisie de princes :
1. princesse Caroline Marie Constance Napoléon Bonaparte[5], dite Caroline Napoléon, née le 24 octobre 1980 à Paris, diplômée de l'EBS Paris et de l’ISRP, épouse le 27 juin 2009 à Neuilly-sur-Seine, Éric Querenet Onfroy de Breville (né le 28 juin 1971 à Neuilly-sur-Seine), diplômé de HEC Paris, ancien élève de ENA. Ils ont trois enfants :
  1. Elvire Querenet Onfroy de Breville, née le 7 août 2010,
  2. Augustin Querenet Onfroy de Breville, né le 12 février 2013,
  3. Elie Querenet Onfroy de Breville, né le 20 février 2017.
2. Jean-Christophe Albéric Ferdinand Napoléon Bonaparte[5], dit Jean-Christophe Napoléon, prince Napoléon, né le 11 juillet 1986 à Saint-Raphaël, diplômé de HEC Paris, conseiller à la banque d’affaires Morgan Stanley. Le 19 octobre 2019, il épouse la comtesse Olympia von und zu Arco-Zinneberg (née le 4 janvier 1988 à Munich). Ils ont un fils :
  1. Louis Napoléon Bonaparte (né en 2022).

De son deuxième mariage, à Boulogne-Billancourt, le 28 septembre 1996, avec Jeanne Françoise Valliccioni (née le 26 mars 1958 à Ortiporio en Haute-Corse, fille de Paul Valliccioni et de Padoue Piacentini ; divorcée d'Erik Langrais), Charles Bonaparte a deux filles :
1. princesse Sophie Catherine Bonaparte[note 2], née le 18 avril 1992 à Paris,
2. princesse Anh Letizia Bonaparte[note 2], née le 22 avril 1998 à Hô Chi Minh-Ville au Vietnam (fille adoptive[6]).

Lui reprochant son divorce suivi d'un second mariage et ses positions politiques, son père lui préfère, dans l'ordre de primogéniture masculine, son petit-fils Jean-Christophe Napoléon Bonaparte (le propre fils de Charles Bonaparte), qu'il désigne par testament pour lui succéder comme chef de maison et héritier du trône impérial, avec le titre de prince Napoléon.

## Biographie

### Études
Il est docteur en économie de l'université Panthéon-Sorbonne, ancien élève de l'École pratique des hautes études en sciences sociales, titulaire d'un DESS en économétrie de l'université Panthéon-Sorbonne, d'une maîtrise de l'université Paris-Dauphine et d'une troisième année de droit à l'université Panthéon-Assas.

### Parcours professionnel et politique
Il commence sa vie professionnelle comme ingénieur consultant chargé de la réorganisation d'administrations publiques en France et dans plusieurs pays d'Afrique et du Moyen-Orient,  puis sera chargé de mission à la Délégation à l'aménagement du territoire (Datar), puis directeur des financements en fonds propres dans la région Sud du Crédit lyonnais et enfin président-directeur général d'une société immobilière. 
Lors des élections européennes de 1994, il soutient la liste Régions et peuples solidaires menée par l'autonomiste corse Max Simeoni.
Il se présente pour la première fois aux élections municipales de 2001 à Ajaccio. Il obtient au premier tour 11 % des voix, faisant alliance ensuite avec la liste divers gauche. Il est alors élu et devient le deuxième adjoint de Simon Renucci, maire d'Ajaccio et vice-président de la communauté d'agglomération du Pays ajaccien, le Comité central bonapartiste (CCB) perdant alors la municipalité d'Ajaccio.
Candidat pour le MoDem aux élections législatives de 2007 dans la deuxième circonscription de Seine-et-Marne (Fontainebleau-Nemours), il recueille 7,97 % des suffrages exprimés au premier tour. En 2008, Charles Napoléon est élu conseiller municipal à Nemours (Seine-et-Marne), où sa liste obtient 24,67 % des suffrages exprimés au second tour. Le groupe d'opposition auquel il appartient, Ensemble pour les Nemouriens (apparenté MoDem), compte parmi ses quatre élus des personnalités locales de tous bords comme Ginette Tardy, ancienne première adjointe du maire socialiste Jean-Pierre Béranger. Il démissionne de son poste de conseiller municipal en décembre 2008.
Par ailleurs, Charles Bonaparte est président fondateur de la Fédération européenne des cités napoléoniennes, qui regroupe une cinquantaine de villes (en France, Italie, Allemagne, Belgique, République tchèque et Pologne), administrateur de l'association Démocraties présidée par le général Henri Paris et administrateur de l’Association des amis de Matisse. Il est aussi membre du bureau du Comité économique social et culturel (CESC) du Parti socialiste.
Charles Bonaparte soutient la candidature de François Hollande à l'élection présidentielle de 2012.
Pour les élections municipales de 2014 à Paris, Charles Bonaparte soutient la candidature de la socialiste Anne Hidalgo.

## Publications
Il est aussi l'auteur de plusieurs ouvrages :
- Les Transports urbains, un enjeu pour les villes, Bordas, 1976 ;
- Bonaparte et Paoli, Plon Perrin, 2000 ;
- Les Bonaparte - Des esprits rebelles, Plon Perrin, 2006 ;
- Vers une France nouvelle, Éd. Talleyrand, 2007 ;
- Napoléon par Napoléon, Cherche Midi, mars 2009 ;
- Napoléon, mon aïeul, cet inconnu, XO Éditions, octobre 2009 ;
- Pour une société de l'être et non de l'avoir, Le cahier du CESC, janvier 2010, ouvrage collectif ;
- France, Europe et migrations, Le cahier du CESC, septembre 2011, ouvrage collectif ;
- La liberté Bonaparte, Éditions Grasset, 2021.

## Titulature
Le tribunal administratif de Paris a jugé en juin 2009 qu'aucune autorité de la République ne dispose du pouvoir d'attribuer, de reconnaître, confirmer ou vérifier le titre de prince attribué aux membres des familles ayant régné en France.